# Cebrio nigricornis
Cebrio nigricornis is een keversoort uit de familie Cebrionidae. De wetenschappelijke naam van de soort is voor het eerst geldig gepubliceerd in 1906 door Leoni.